# 三合 (臺灣)
23°41′53.1″N 120°24′33.7″E / 23.698083°N 120.409361°E
三合，是台灣雲林縣虎尾鎮的一個傳統地域名稱，位於該鎮南部最西側。相較於今日行政區，其範圍大致包括三合里不含北部及東部凸出部分的東大半部、穎川里西部南側凸出部分、延平里西北部邊界地帶的中段及北段，以及土庫鎮石廟里東部邊界地帶的北段。

## 歷史
台灣清治末期至日治初期，三合地區為一街庄，稱為「三合庄」，隸屬於大坵田堡。該庄西北一小段與大墩仔庄為界，北及東北與竹圍仔庄為鄰，東及東南與湳仔庄為鄰，南邊為過港庄，西南邊為土庫庄，西邊為石廟仔庄。
1901年（日治明治三十四年）11月，全台廢縣廳改設二十廳，該庄隸屬於斗六廳。1903年（明治三十六年）6月，該庄編入「大墩仔區」，隸屬於斗六廳。1909年（明治四十二年）10月，合併二十廳為十二廳，大墩仔區改隸屬於嘉義廳。1920年（大正九年），全台地方制度大改正，廢十二廳改設五州二廳，該庄改制為「三合」大字，隸屬於臺南州虎尾郡虎尾庄。1933年，虎尾庄升格為虎尾街。
戰後虎尾街改制為虎尾鎮，隸屬於臺南縣，大字亦改制為里。1950年10月，雲、嘉、南分治，虎尾鎮改隸屬雲林縣。

## 聚落
本地區發展較早的聚落有三合、許厝寮，在日治期初期的官方地圖上已有記載。後來則有吳厝、舊部。許厝寮今已消失。

## 交通
省道台78線即「東西向快速公路－台西古坑線」，是雲林縣境內的東西向快速公路，大致以西南西—東北東走向繞大彎轉西北西—東南東走向經過三合地區中部。境內未設交流道，西側最近的是鄉道雲97線交會處的土庫交流道，東側最近的是縣道145號交會處的虎尾交流道。由此等向西可前往元長北部、東勢、台西等地；向東可前往國道1號雲林系統交流道、斗南、古坑、高厝林子頭的東側端點（古坑端）並止於國道3號古坑系統交流道。
縣道145號（林森路二段、下南路、建國路）是埤頭至六腳鄉港尾寮的道路，大致先以東北—西南走向經過本地區東部邊界外不遠處，至下湳仔西北郊路口轉東北東—西南西走向與縣道158甲線共線後，經過本地區南部邊界。由該道路向東北可前往虎尾市區、西螺、埤頭並止於縣道150號路口；向西南轉南微東獨行後繞過土庫市區東南側可前往元長東南部、北港、六腳港尾寮等地。
縣道158甲線（建國路、下南路）是台西鄉崙子頂至竹山鎮桶頭的道路，大致以西南西—東北東走向與縣道145號共線經過本地區南部邊界。由該道路向西南西經縣道145號左側路口獨行後於土庫市區北側轉西北可前往褒忠、東勢北部、台西等地；向東北東經縣道145號左側路口獨行後轉東南東再轉東可前往斗南、古坑、竹山鎮桶頭地區並止於其中部偏北的縣道149號路口。
鄉道雲89-1線是三合（實際起點在舊廍）至下湳仔的道路，其北側端點（起點）位於本地區北部邊界外緣舊廍聚落東側的鄉道雲94線路口。由此向南微東到達本地區北部邊界後繞彎道轉西南西大致沿邊界而行，至路口轉南出聚落並入境後，至客仔厝分線圳道轉東南過圳道橋梁直行，經嘉南大圳北幹線橋梁、省道台78線（東西向快速公路－台西古坑線）高架橋下後於本地區東南部邊界出境，可前往湳子地區的中湳仔聚落、下湳仔聚落東北郊並止於縣道158甲線路口。
鄉道雲94線是東畔莊至虎尾的道路，大致以西北—東南走向到達本地區北部邊界外緣舊廍聚落東側的鄉道雲89-1線起點路口，轉東再轉東北東大致沿邊界地帶而行以至於本地區東北角出境。由該道路向西北轉西北西可前往竹圍子西部、大屯子地區南部東畔莊聚落西側並止於縣道158號舊線路口；向東北東轉東可前往竹圍子東南部、虎尾市區西南側並止於工專路路口。
鄉道雲95線是北溪厝至溪埔寮的道路，大致以東北微北—西南微南經過本地區西部並穿過省道台78線（東西向快速公路－台西古坑線）高架橋下。由該道路向東北微北可前往竹圍子西部、北溪厝地區南部並止於縣道158號路口；向西南微南可前往土庫市區東北部、過港地區的溪埔寮聚落並止於鄉道雲96線路口。